# Варденут
Варденут (арм. Վարդենուտ) — село в центре Арагацотнской области, Армения. Село расположено в 18 км к югу от города Апарана и в 23 км к северу от города Аштарака. В 2 км к северу, востоку и югу расположены соответственно сёла Арагац, Шенаван и Ара (Араи). С запада расположена гора Арагац. 

## История
Иван Шопен отмечал, что согласно сведениям из "Камерального описания", составленного в 1829-1831 годах, в селе Шира-кала Абаранского магала Эриванской провинции проживало 314 человек, все из которых - армяне, переселившиеся из Персии после заключения Туркманчайского договора (1828) сторонами Русско-персидской войны (1826—1828).
Прежнее название села — Ширакала.
15 июля 1946 года село Ширакала Апаранского района Армянской ССР было переименовано в Варденут.
8-9 мая 2007 года из-за дождей повысился уровень воды водосборных бассейнов ряда сёл, в том числе и Варденута. Вследствие чего под водой очутились сотни гектаров посевных площадей, десятки жилых домов и приусадебных участков. Приехавшие на места бедствия пожарные и спасатели при помощи местных жителей провели мероприятия по очистке русла водосборных бассейнов и изменению направления ливневых потоков. Вследствие предпринятых мер уровень воды упал, уменьшив угрозу дальнейшего затопления.
Региональный директор Всемирного Банка по Южному Кавказу Асад Алам, находящийся с рабочим визитом в Армении, и директор ереванского офиса ВБ Аристомене Вардуакис 8 июля 2009 года в целях ознакомления с проделанной работой в рамках 3 проектов, которые осуществляются при финансовой поддержке ВБ, посетили 4 села Арагацотнской области - Ахцк, Варденут, Ара и Мулки. Делегация побывала в селах Варденут и Ара, где ремонтируются дороги (3,5 км), ведущие в данные села. Проект осуществляется в рамках программы по благоустройству сельских дорог (LRIP).